# Liu Feng
Liu Feng (劉封) (n. ? - d. 220) a fost un fiu adoptat al lui Liu Bei și a servit ca general în armata lui Liu Bei în timpul dinastiei Han târzii din China. 